# Пассажир
Пассажи́р (фр. passager) — человек, который не является членом экипажа и который перевозится транспортным средством в соответствии с гласным или негласным договором перевозки. 
Заключение договора перевозки пассажира обычно удостоверяется билетом, а сдача пассажиром багажа — багажной квитанцией. Формы билета и багажной квитанции устанавливаются в порядке, предусмотренном транспортными уставами и кодексами.
В Российской Федерации обязательным является страхование пассажиров.
По договору перевозки пассажира перевозчик обязуется перевезти пассажира в пункт назначения, а в случае сдачи пассажиром багажа также доставить багаж в пункт назначения. Пассажир обязуется уплатить установленную плату за проезд, а при сдаче багажа — и за провоз багажа.
Обычно пассажир имеет право бесплатно перевозить с собой детей, ручную кладь в пределах установленных норм и мелких животных.
За неоплату проезда или провоза багажа контролёрами выписывается штраф, либо осуществляется продажа билета, как правило, с дополнительной наценкой.
Транспортное средство, перевозящее пассажиров, называется пассажирским (например, вагон, поезд, самолёт, автобус, теплоход и т. д.). Если же, кроме пассажиров, им осуществляется перевозка грузов, то оно называется грузопассажирским.

## В культуре
в литературе
- Агата Кристи. Пассажир из Франкфурта
- Данелия Г. Н. Безбилетный пассажир: «байки» кинорежиссёра. — М.: Эксмо, 2006. — 416 с. — 5100 экз. — ISBN 978-5-699-12714-6. — ISBN 5-699-12714-3.

в кинематографе
- Пассажир с «Экватора» (СССР, 1968)
- Пассажир дождя (Франция—Италия, 1970)
- Пассажир — советский фильм 1975 года режиссёра Вадима Гнедкова
- Пассажир 57 (США, 1992)
- Уснувший пассажир (Россия, 1993)
- Опасные пассажиры поезда 123 (фильм, 2009)
- Пассажиры (фильм, 2016)
- Пассажир (2018)